# Кауфман, Карл (художник)
Карл Кауфман (нем. Karl Kaufmann; 1843[…], Неплаховице — 27 апреля 1905 или 1901[…], Вена) — австрийский художник-пейзажист, старший брат пейзажиста Адольфа Кауфмана. 

## Биография
Родился в 1843 году в Австрийской Силезии. Учился живописи в Венской академии художеств. В поисках подходящей натуры для пейзажей объездил всю Европу, побывал в Норвегии, Италии, различных местах тогдашней Германии (в том числе, Данциге и Кёнигсберге). Старость провёл в Вене.
Кауфман был известен как создатель многочисленных пейзажей с европейскими видами, исполненными в реалистической манере с вниманием к деталям. 
Скончался Кауфман в 1905 году в Вене.

## Галерея

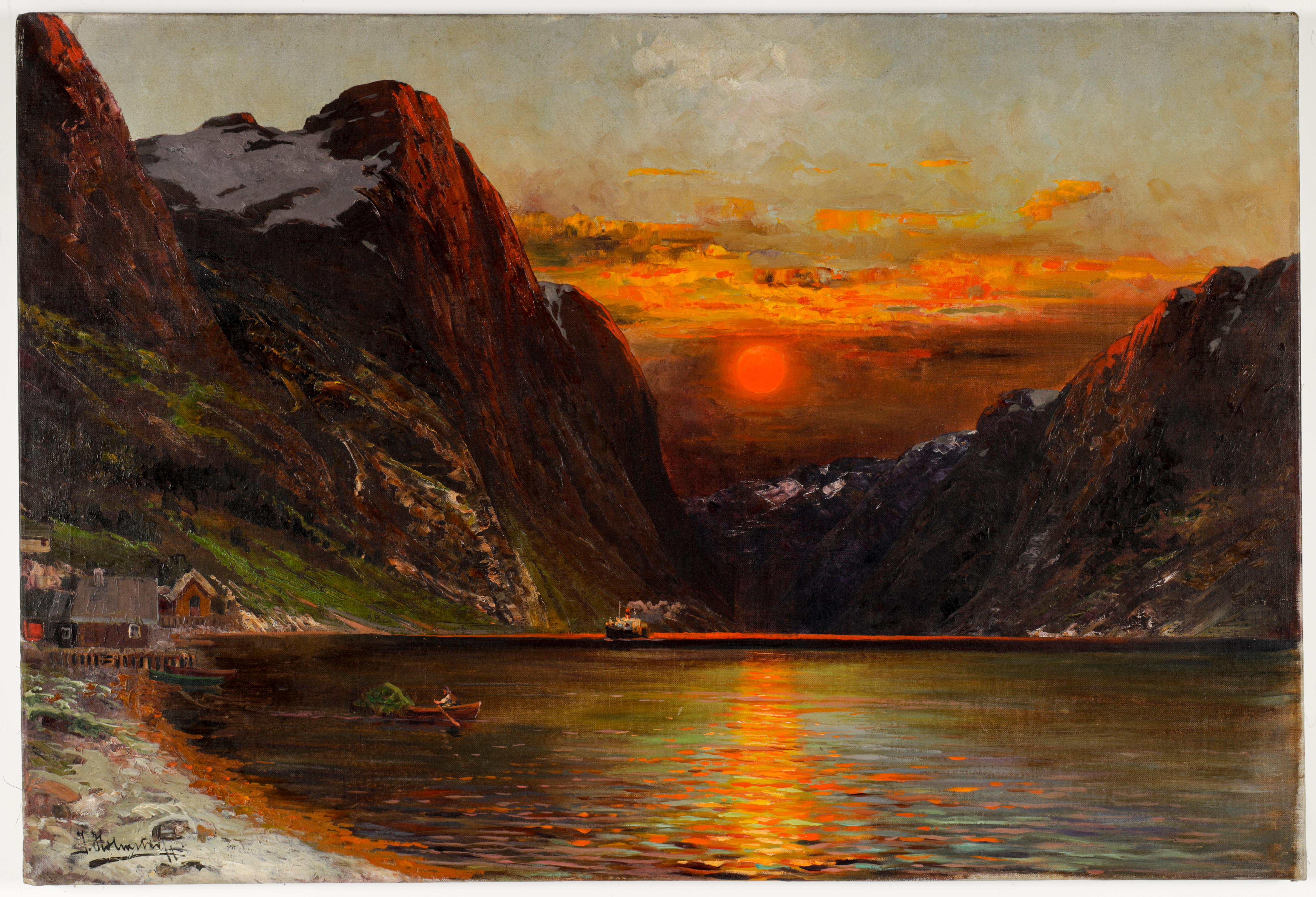
Фьорд
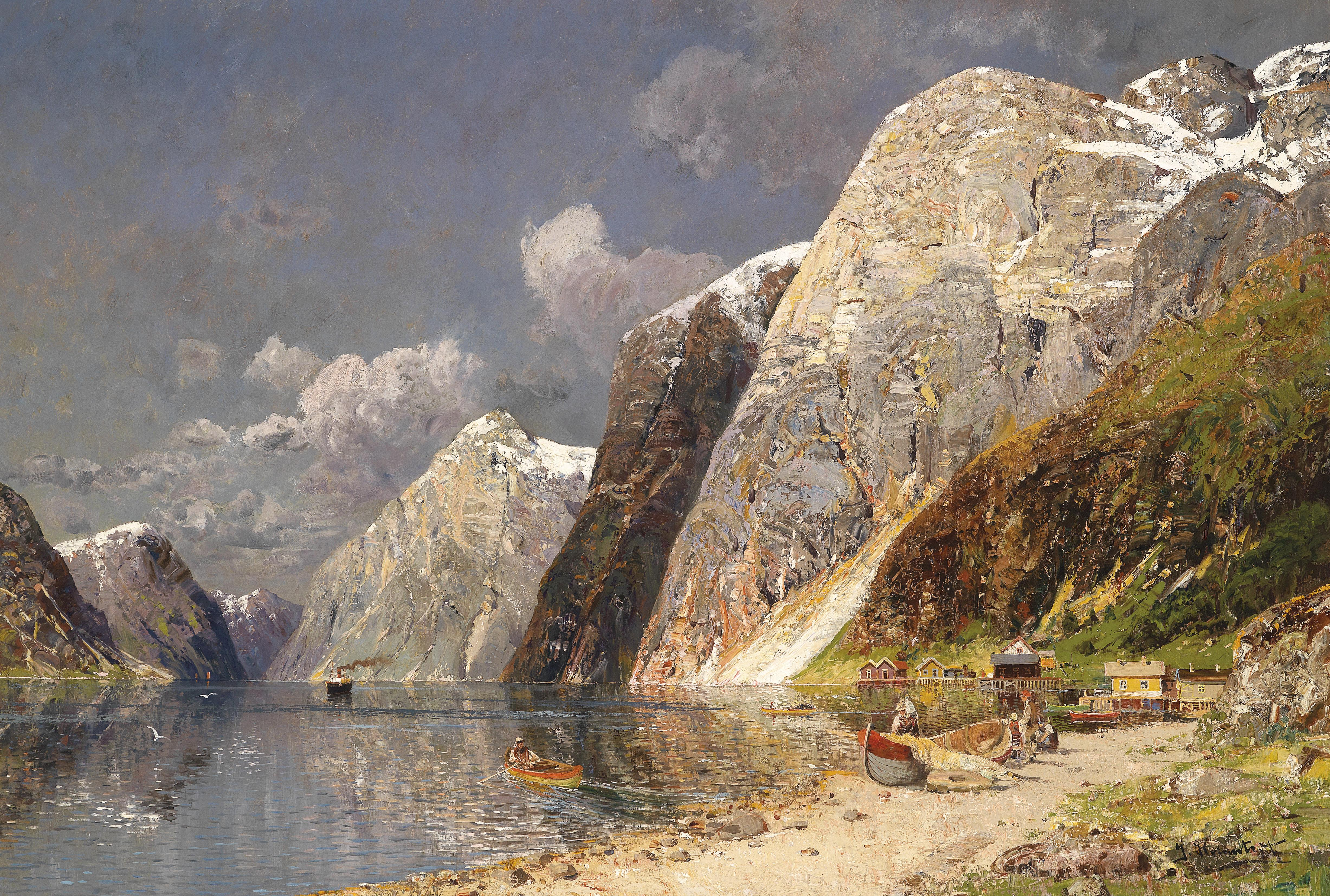
Норвежский фьорд
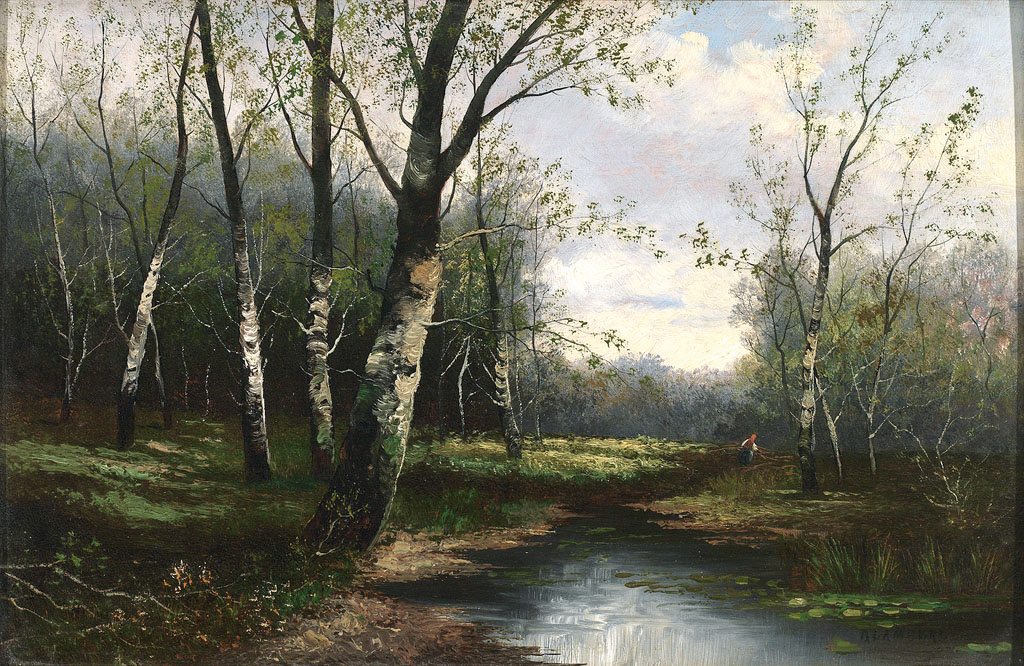
Лесной пейзаж
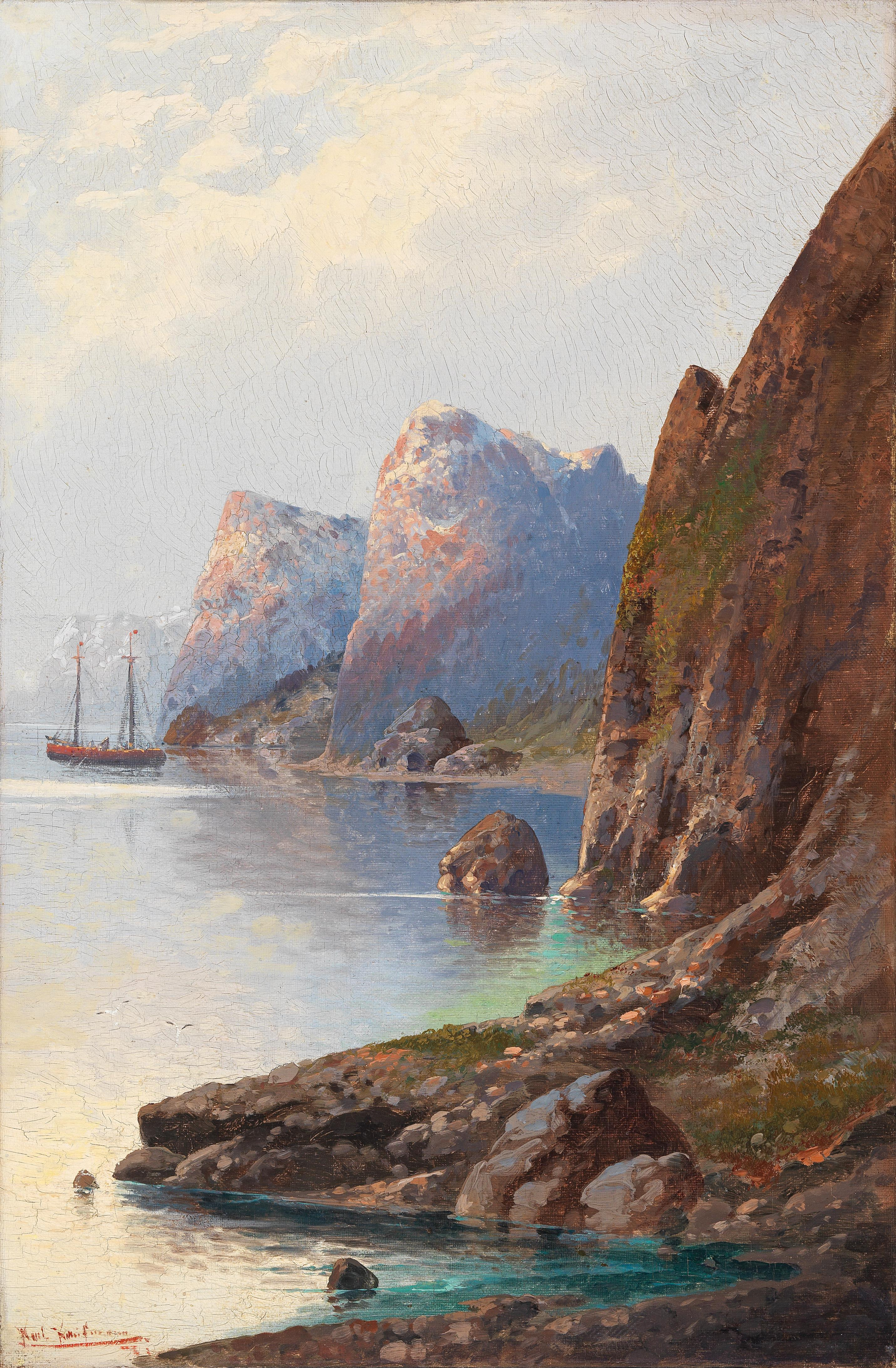
Норвежский пейзаж
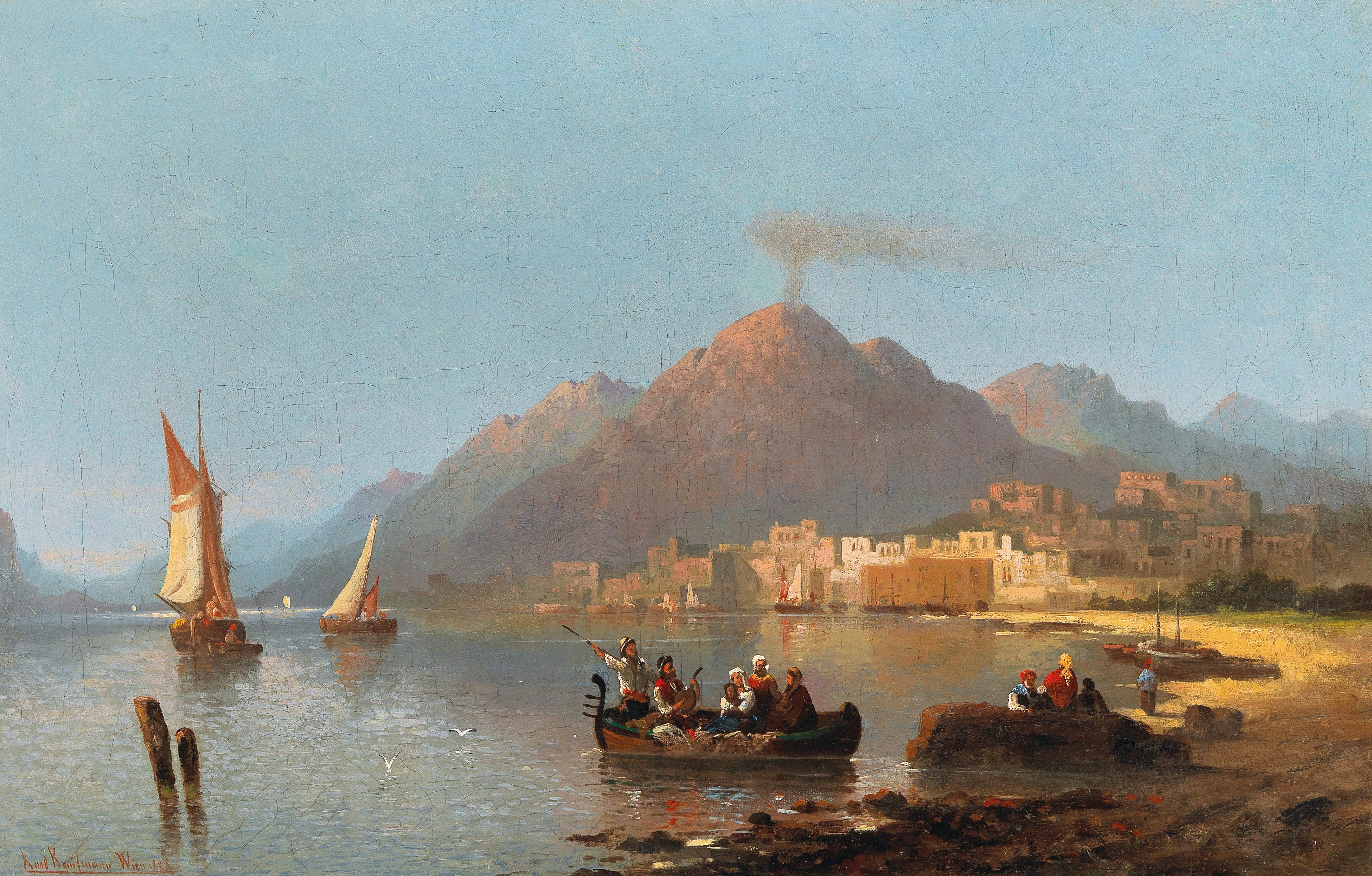
Вид Везувия
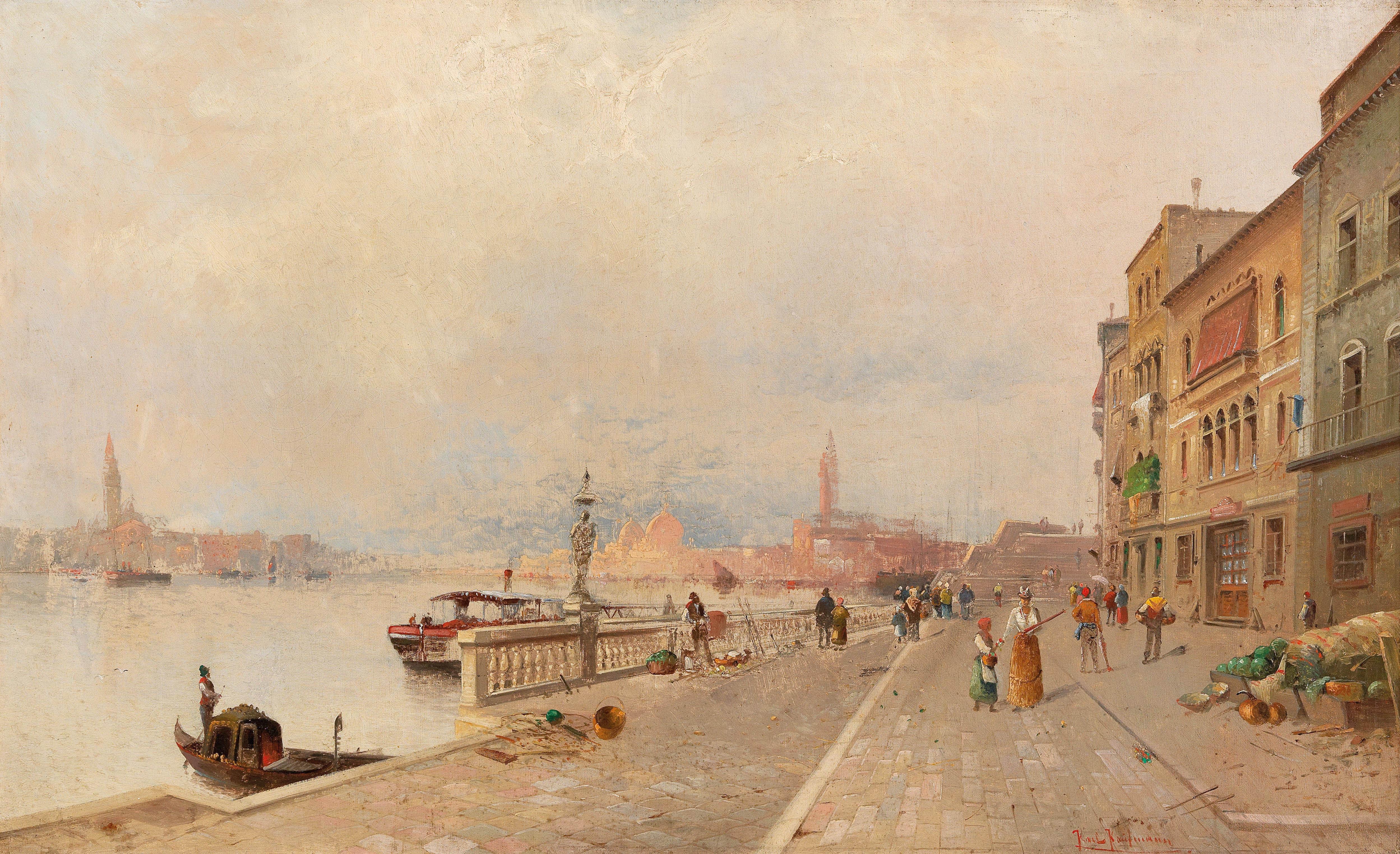
Венеция. Набережная.
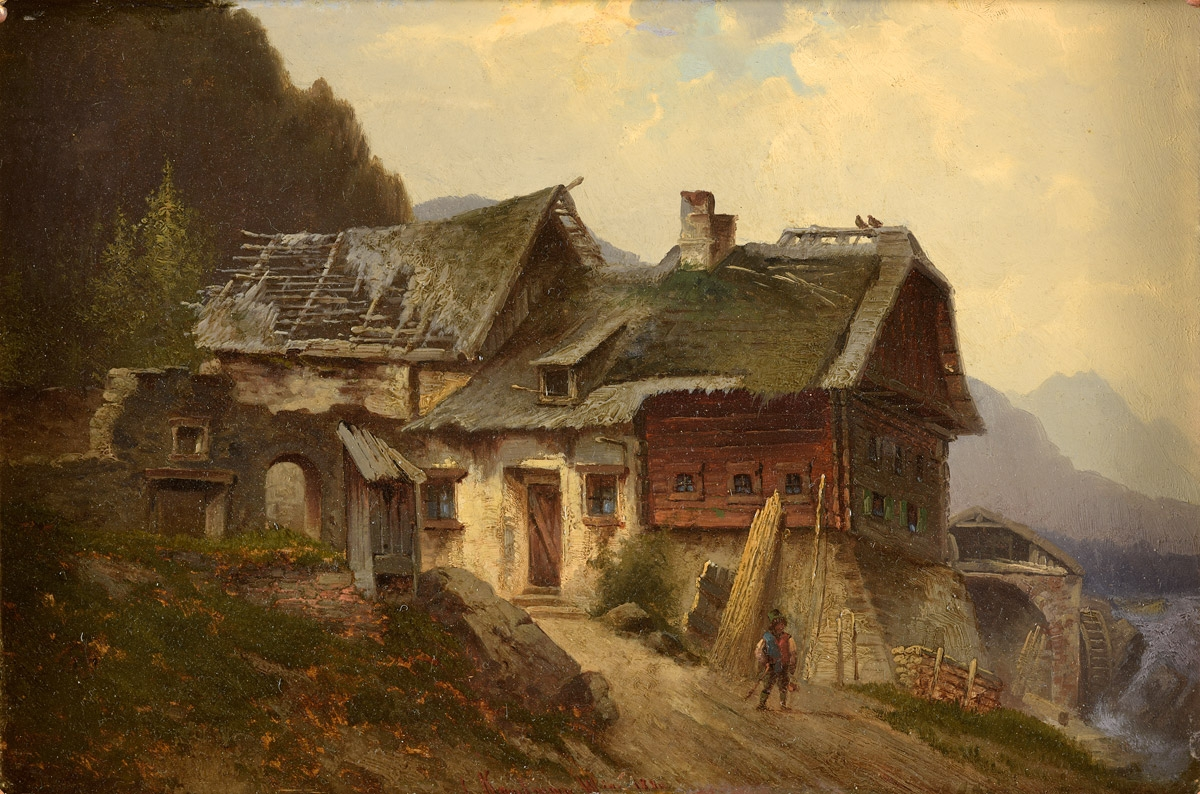
Старая водяная мельница.
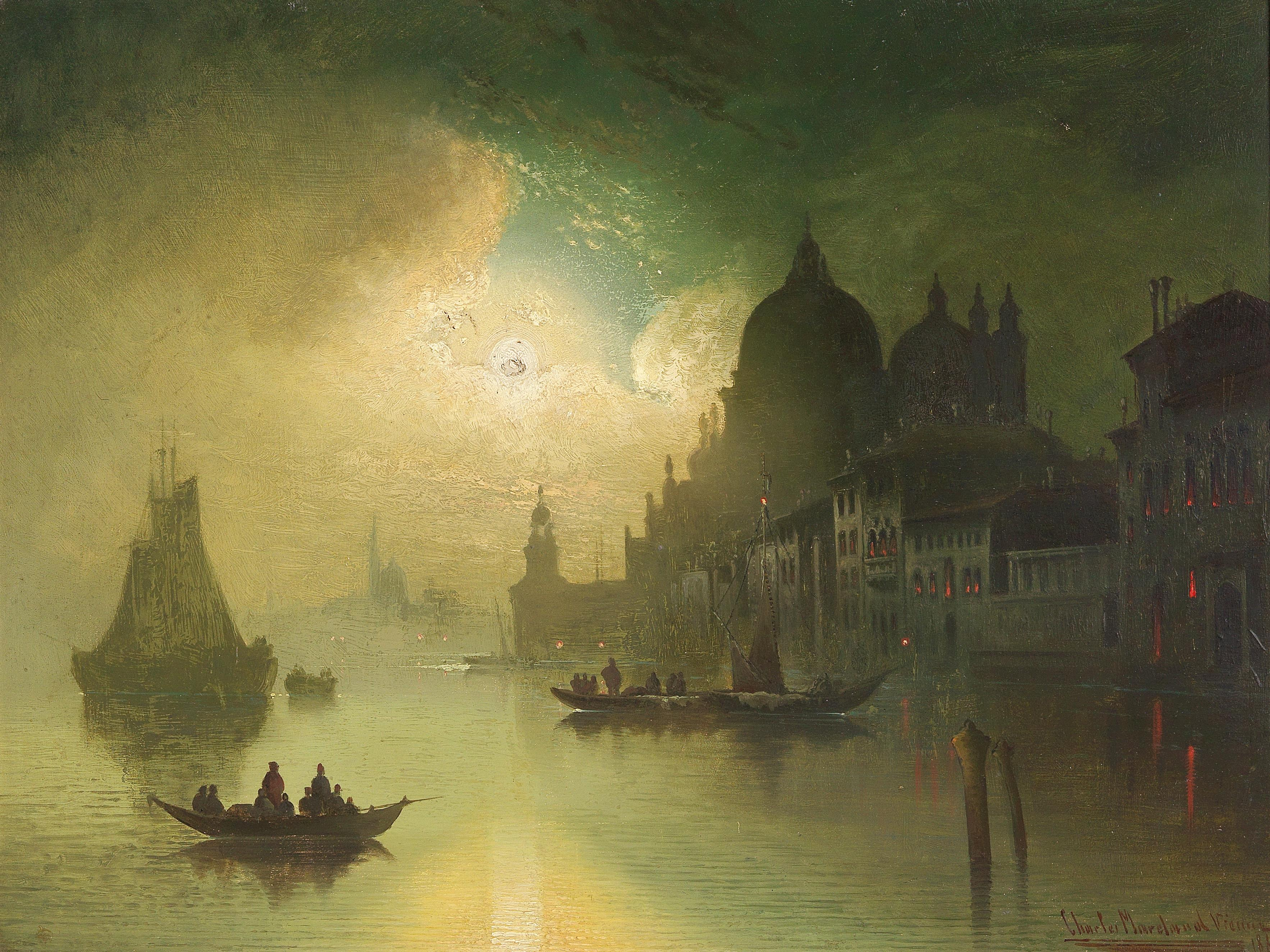
Венеция ночью.
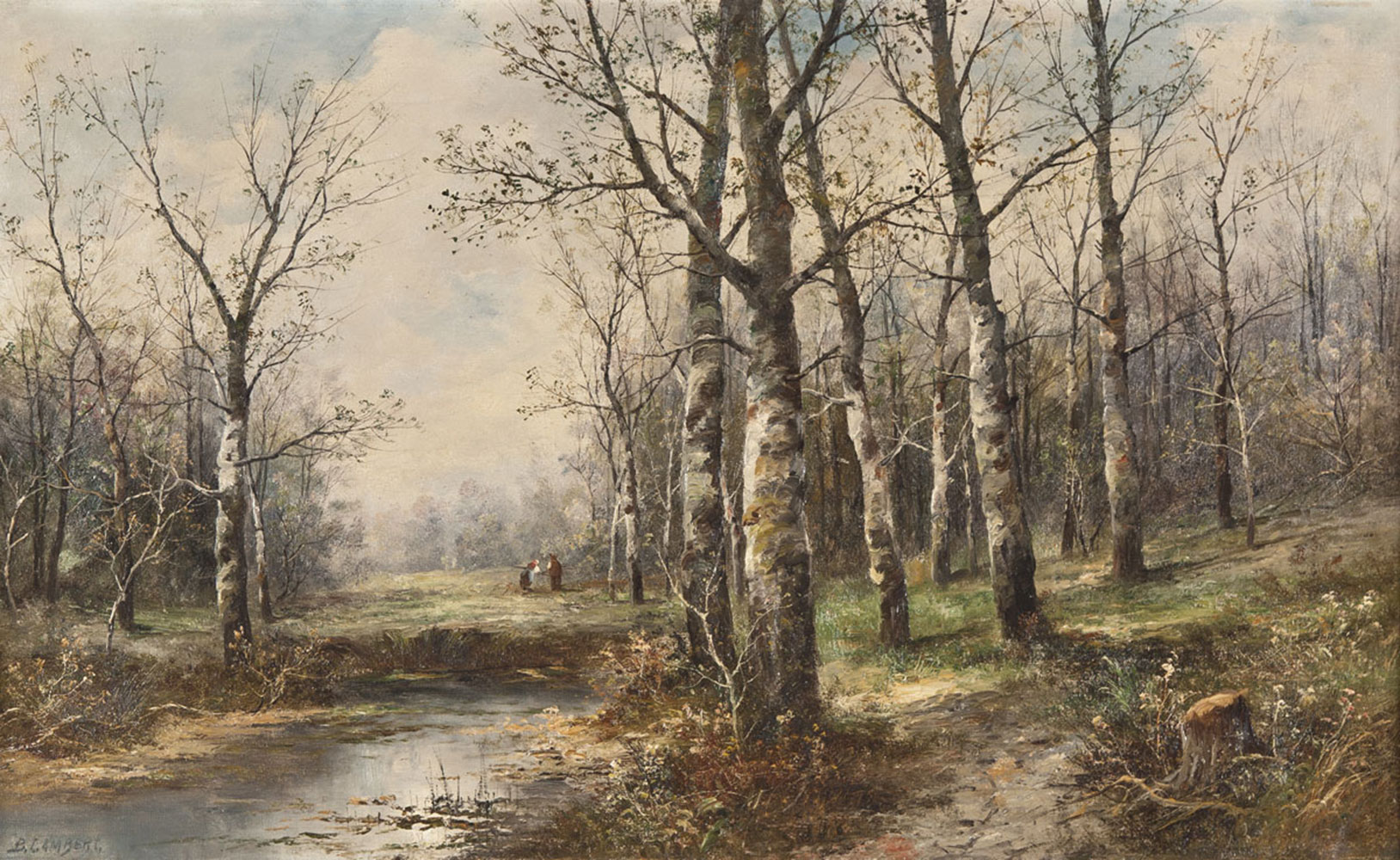
Берёзовый лес весной.
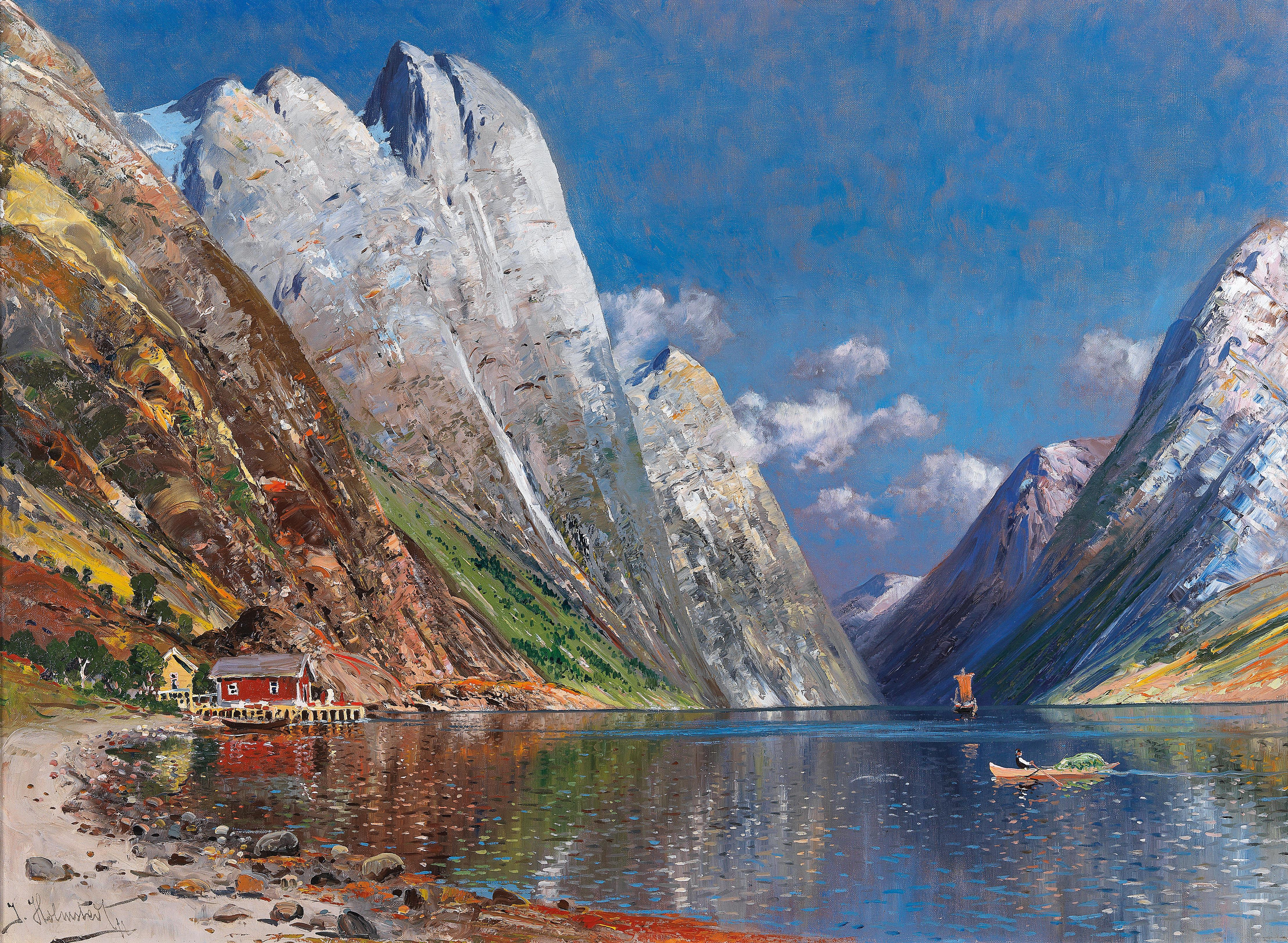
Вид фьорда.